# Буди-Болевські
Буди-Болевські (пол. Budy Bolewskie) — село в Польщі, у гміні Ступськ Млавського повіту Мазовецького воєводства.
Населення — 50 осіб (2011).
У 1975-1998 роках село належало до Цехановського воєводства.

## Демографія
Демографічна структура станом на 31 березня 2011 року:
|          | Загалом | Допрацездатний вік | Працездатний вік | Постпрацездатний вік |
| -------- | ------- | ------------------ | ---------------- | -------------------- |
| Чоловіки | 19      | 4                  | 13               | 2                    |
| Жінки    | 31      | 9                  | 17               | 5                    |
| Разом    | 50      | 13                 | 30               | 7                    |